# Microporella orientalis
Microporella orientalis är en mossdjursart som beskrevs av Harmer 1957. Microporella orientalis ingår i släktet Microporella och familjen Microporellidae. Inga underarter finns listade i Catalogue of Life.